# Kim Ji-soo (calciatore)
Kim Ji-soo (양현준?; Bucheon, 24 dicembre 2004) è un calciatore sudcoreano, difensore del Kaiserslautern, in prestito dal Brentford, e della nazionale sudcoreana.

## Carriera

### Club
Kim Ji-soo è cresciuto nel settore giovanile del Seongnam, con cui ha debuttato nel corso della stagione 2022-2023. Il 26 giugno 2023 è stato acquistato a titolo definitivo dal Brentford, che lo ha assegnato alla squadra B.
Ha ricevuto la prima convocazione con la prima squadra il 29 agosto nell'incontro di EFL Cup contro il Newport County.
Il 17 settembre 2024 ha fatto il proprio debutto con la prima squadra nel successo per 3-1 in EFL Cup contro il Leyton Orient. Il 27 dicembre seguente invece ha esordito in Premier League nel pareggio per 0-0 in casa del Brighton.

### Nazionale
Ha giocato nella nazionale sudcoreana Under-17.
Nel 2023 con la Corea del Sud Under-20 ha partecipato al Campionato mondiale ed alla Coppa d'Asia.
Il 27 agosto 2023 ha ricevuto la prima convocazione con la nazionale sudcoreana per delle amichevoli con Galles ed Arabia Saudita e nel mese di dicembre è stato inserito nella lista dei convocati per la Coppa d'Asia 2023.

## Statistiche

### Presenze e reti nei club
Statistiche aggiornate al 17 febbraio 2024.
| Stagione        | Squadra         | Campionato      | Campionato | Campionato | Coppe nazionali | Coppe nazionali | Coppe nazionali | Coppe continentali | Coppe continentali | Coppe continentali | Altre coppe | Altre coppe | Altre coppe | Totale | Totale | Totale |
| Stagione        | Squadra         | Comp            | Pres       | Reti       | Comp            | Pres            | Reti            | Comp               | Pres               | Reti               | Comp        | Pres        | Reti        | Pres   | Reti   |        |
| --------------- | --------------- | --------------- | ---------- | ---------- | --------------- | --------------- | --------------- | ------------------ | ------------------ | ------------------ | ----------- | ----------- | ----------- | ------ | ------ | ------ |
| 2022            | Seongnam        | KL              | 19         | 0          | CC+CdL          | 0               | 0               |                    | -                  | -                  |             | -           | -           | 19     | 0      |        |
| 2023            | Seongnam        | KL              | 1          | 0          | CC+CdL          | 0               | 0               |                    | -                  | -                  |             | -           | -           | 1      | 0      |        |
| 2023-2024       | Brentford       | PL              | 0          | 0          | FACup+CdL       | 0               | 0               |                    | -                  | -                  |             | -           | -           | 0      | 0      |        |
| Totale carriera | Totale carriera | Totale carriera | 20         | 0          |                 | 0               | 0               |                    | -                  | -                  |             | -           | -           | 20     | 0      |        |